# Hydrelia costalis
Hydrelia costalis là một loài bướm đêm trong họ Geometridae.